# Ordine di Santo Stefano papa e martire
L'Ordine di Santo Stefano papa e martire (anche noto come Insigne sacro e militare ordine di Santo Stefano papa e martire) era un ordine cavalleresco, di natura religiosa, fondato nel 1562 da Cosimo I de' Medici, primo Granduca di Toscana, divenendo l'onorificenza granducale più importante, fino al 1859, quando il Granducato fu conquistato ed annesso dai Savoia.

## Storia

### Fondazione

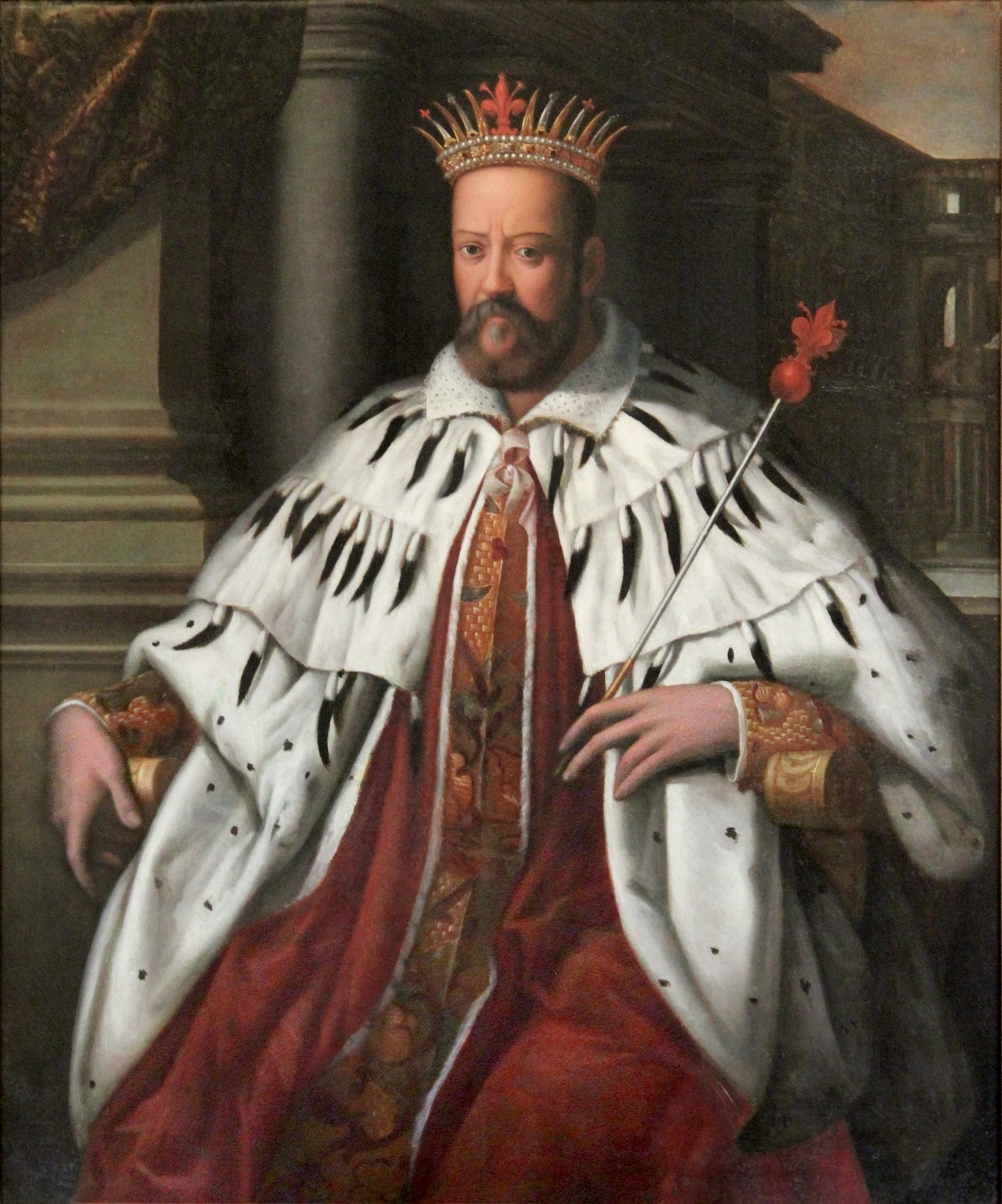
Cosimo I de' Medici.

Cosimo I de’ Medici, primo Granduca di Toscana, per perseguire gli ambiziosi progetti che si era prefisso si avvalse di un Ordine equestre, sacro, militare e marittimo riservato ai fedelissimi alla sua dinastia. Il 1 ottobre 1561 il Pontefice Pio IV emanò il “Dilecto Filio”, erigendo ed istituendo di fatto la “Religione” del Duca, che fece redigere a Firenze degli Statuti simili a quelli di Ordini già esistenti, in particolare l'Ordine di Malta, adottandone la croce ottagona, ma invertendone i colori .
Il 1 febbraio 1562 Pio IV con la Bolla “His quae Pro Religionis Propagatione” approvò gli Statuti e il 15 marzo consacrò l’Ordine sotto la regola Benedettina e la protezione di Santo Stefano Papa e Martire, conferendo a Cosimo I de’ Medici e ai suoi discendenti il titolo e l’abito di Gran Maestro. Il nuovo ordine fu intitolato a Santo Stefano I papa e martire, il cui papato durò dal 254 al 257, poiché nell'anniversario della sua morte, 2 agosto, le truppe medicee compirono due vittorie importanti: nella Battaglia Scannagallo del 1554, e quella di Montemurlo, combattuta nel 1559. Emblema dell'Ordine era una croce rossa in campo bianco. I gradi dell'ordine, dopo il Gran maestro, erano Commendatore maggiore, che aveva funzione di luogotenente, il Gran contestabile, al quale era affidato il comando delle truppe da sbarco, e l'Ammiraglio. Questi dignitari, dai quali dipendevano i priori e i balì, insieme con alcuni cavalieri nominati dal Gran maestro o dal Capitolo generale, formavano il Consiglio dei dodici che aveva il governo dell'Ordine .

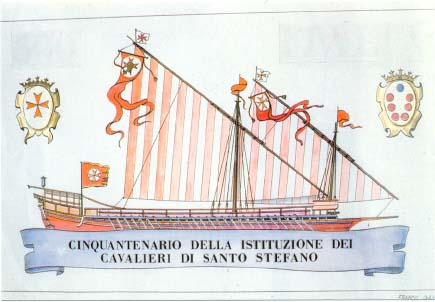
Raffigurazione di un'unità della Marina dell'Ordine di Santo Stefano.

Stemma del Granducato con la croce rossa dell'ordine stefaneo.

L'amministrazione era diretta da un Conservatore generale, e alle spese si provvedeva con le decime del clero e con contributi dei cavalieri stessi. Questi erano divisi in tre categorie: militi, ecclesiastici e serventi. All'atto dell'ammissione dovevano prestare tre voti: di carità, di castità (ossia fedeltà) coniugale e di ubbidienza. La sede dell'Ordine fu a Pisa, nella piazza che prese il nome. dai cavalieri. Nel Palazzo, costruito dall'architetto Vasari, i militi trovavano una vera accademia nautica, che dava loro tutto l'addestramento necessario. Gli statuti dell'Ordine, approvati da Papa Pio IV, erano modellati su quelli dell'Ordine di Malta. Il Granduca Ferdinando I ne fece una revisione e li pubblicò nel 1559. Si ebbe poi una nuova revisione per opera di Ferdinando II nel 1665 ed e una terza durante la reggenza dei Lorena, ovvero nel 1746.
Le prime unità della flotta stefaniana furono costruite a Pisa, ma poi si vennero trasferite all'arsenale di Livorno, che aveva aumentato la sua efficienza sotto la direzione di Dudley. Non si può fare una netta distinzione tra marina granducale e marina dell'Ordine; al tempo di Cosimo I, l'una era in completa decadenza, e l'altra ebbe il duplice compito, religioso ed economico, quindi di fermare la diffusione della fede musulmana e di liberare il commercio mediterraneo dalla minaccia permanente dei pirati turchi. Dodici navi stefaniane, sotto bandiera pontificia ma con equipaggi dell'Ordine, combatterono a Lepanto. Dopo alcuni anni dì riorganizzazione la flotta ebbe il suo periodo di più gloriosa attività, dal 1587 al 1609, durante il governo di Ferdinando I, sotto la guida dell'Ammiraglio Iacopo Inghirami, che si distingue nell'espugnazione della Prevesa, avvenuta nel 1605, e nell'impresa di Bona del 1607. L'esempio dell'Inghirami fu seguito dai suoi successori, Giulio Barbolani di Montauto, che nel 1626 forzò i Dardanelli, Lodovico da Verrazzano e Camillo Guidi. Così nel secolo XVII l'Ordine contribuì validamente a frenare l'audacia musulmana e riaffermò il prestigio dell'Italia nel Mediterraneo.

Galere di Santo Stefano.

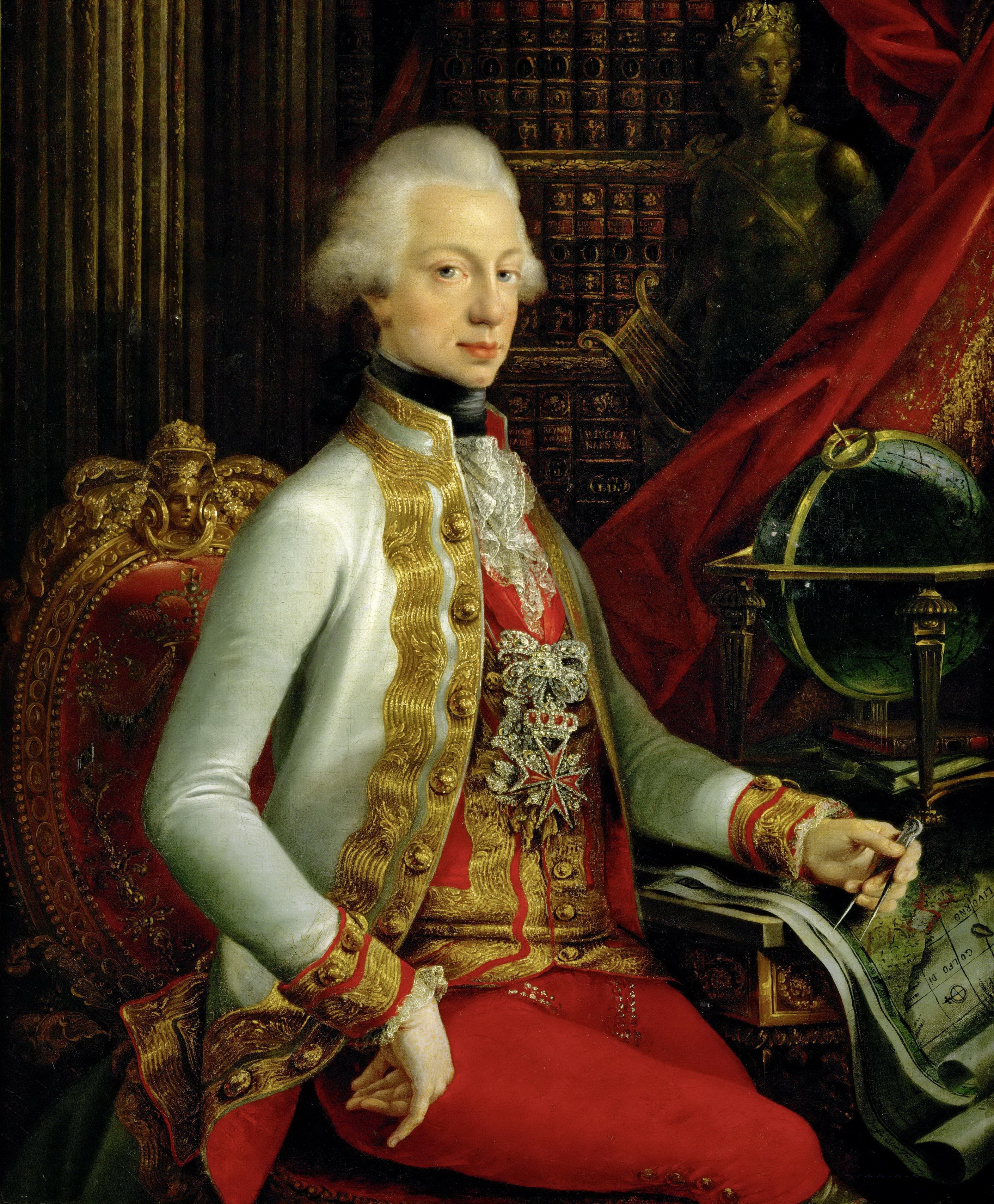
Ferdinando III di Toscana.

Ma dopo la morte di Ferdinando I di Toscana e specialmente con Ferdinando II, la marina stefaniana andò decadendo. Gli Asburgo-Lorena, saliti al trono mediceo nel 1737 a seguito della morte di Gian Gastone, riorganizzarono la forza navale dell'Ordine, ma i trattati firmati con i Turchi, a metà del XVIII secolo, le operazioni militari della marina terminarono. La marina stefanea possedeva un ricco patrimonio cartografico, specialmente l'Atlante nautico del Cavallini del 1688. L'Ordine fu soppresso dai francesi nel 1809, per poi essere ripristinato nel 1814 quando Ferdinando III di Lorena ritornò nel Granducato e con motu proprio del 15 agosto 1815, ripristinò l'Ordine stefaniano riformandolo con successivo decreto del 22 dicembre 1817. Venne nuovamente soppresso nel 1859, quando il Granduca Ferdinando IV fu costretto a lasciare Firenze, con l'annessione della Toscana ai Savoia. Il 20 dicembre 1866 la dinastia Asburgo-Toscana sparì confluendo definitivamente nella Casa Imperiale d'Austria, che accolse anche l'ultimo Granduca ed i membri della famiglia asburgica toscana. A Ferdinando fu permesso di mantenere il suo titolo, mentre i figli divennero Arciduca o Arciduchesse d'Austria, perdendo il trattamento Principi o Principesse di Toscana. 
Nel 1870 Ferdinando IV abdicò ai diritti di pretendente al Granducato di Toscana a favore dell'imperatore Francesco Giuseppe I d'Austria  e pertanto con lui cessò ogni pretesa politica sulla Toscana, per tutti i discendenti di Leopoldo II . Il Gran Magistero dell'Ordine di Santo Stefano cessò invece con la morte di Ferdinando IV . Francesco Giuseppe I aveva infatti proibito, dopo la morte del granduca Ferdinando IV, avvenuta nel 1908, di assumere i titoli di granduca o di principe o principessa di Toscana; nessuno dei figli dell'ultimo Granduca nati dopo il 1866 si intitolò principe o granduca di Toscana né, correttamente, prese possesso degli estinti ordini dinastici già conferiti dai Granduchi di Toscana .   

### Composizione

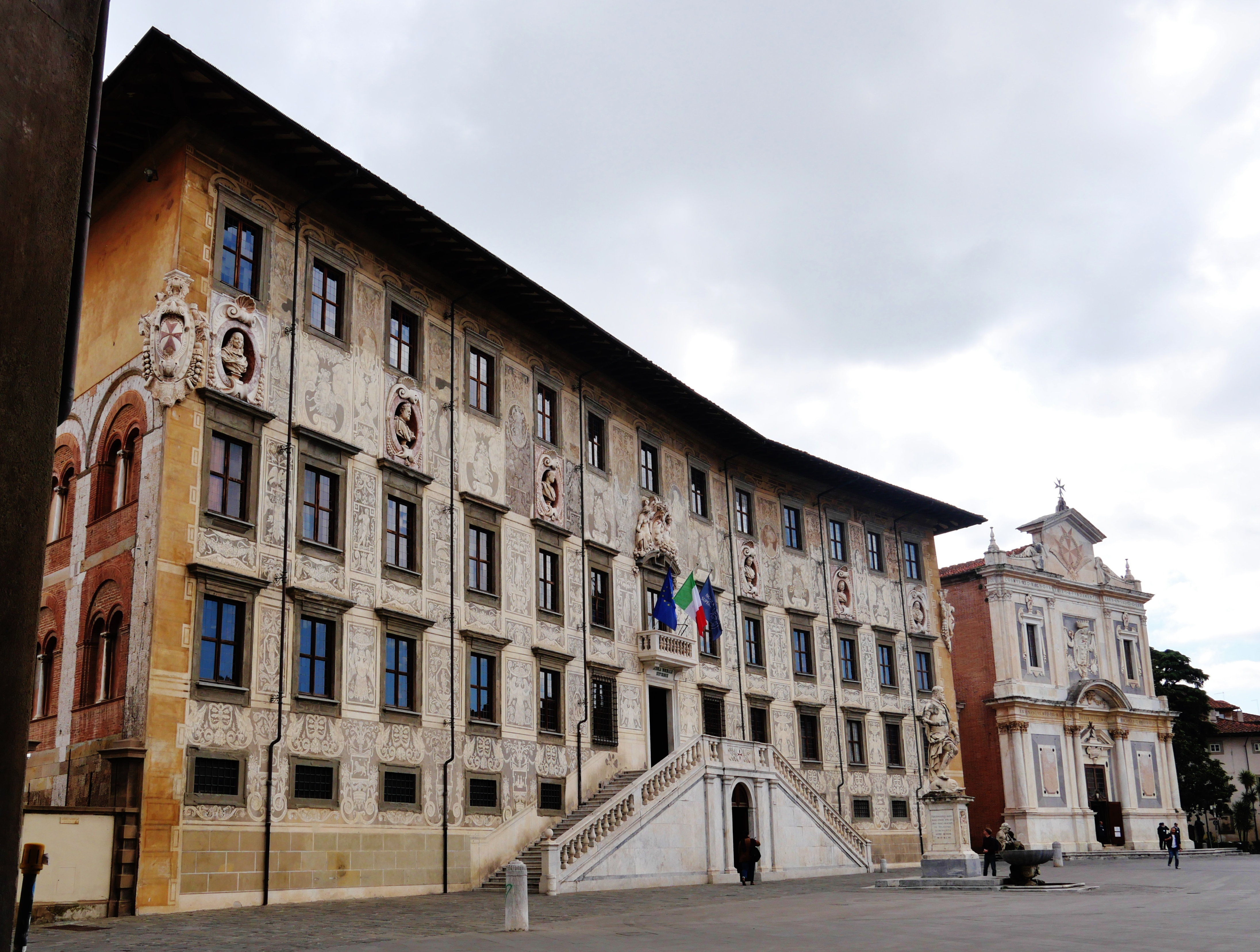
Palazzo dei Cavalieri a Pisa.

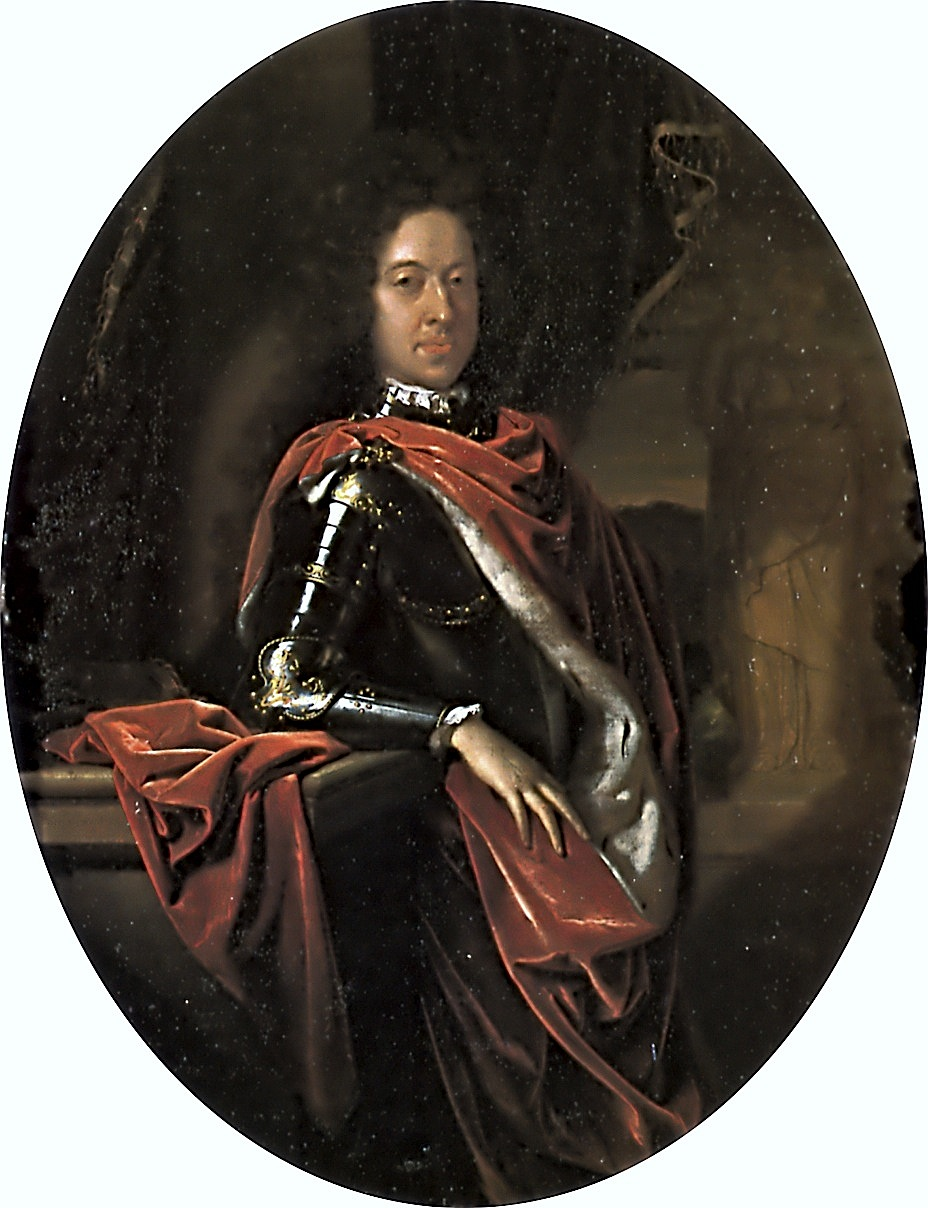
Gian Gastone, ultimo Granduca di Toscana della famiglia de' Medici.

L'amministrazione era diretta da un Conservatore generale, e alle spese si provvedeva con le decime del clero e con contributi dei cavalieri stessi. Questi erano divisi in tre categorie: militi, ecclesiastici e serventi. All'atto dell'ammissione dovevano prestare tre voti: di carità, di castità, ossia fedeltà, coniugale e di ubbidienza. Prima di venire arruolati nell’Ordine, gli insigniti dovevano seguire tre anni di noviziato, durante i quali venivano impartite nozioni di geometria, cosmografia, aritmetica, disegno, cartografia, storia, pratica delle armi da punta e da fuoco. Veniva inoltre provato l’imbarco su una galea dell’Ordine. La carica di Gran Maestro spettava al Granduca di Toscana, prima de' Medici e poi Asburgo-Toscana, Il governo interno era retto da un Capitolo generale, cioè l’assemblea di tutti i Cavalieri tenuta a scadenza triennale, da un consiglio provinciale e dal consiglio dei Cavalieri composto inizialmente di dodici membri, per poi venire ridotti alle cinque grandi cariche. Nella pratica però l’autorità si concentrava nelle mani dell’auditore, scelto direttamente dal sovrano, e poi subordinatamente ai Cavalieri di Gran Croce, i grandi dignitari dell’Ordine specializzati in vari settori organizzativi.

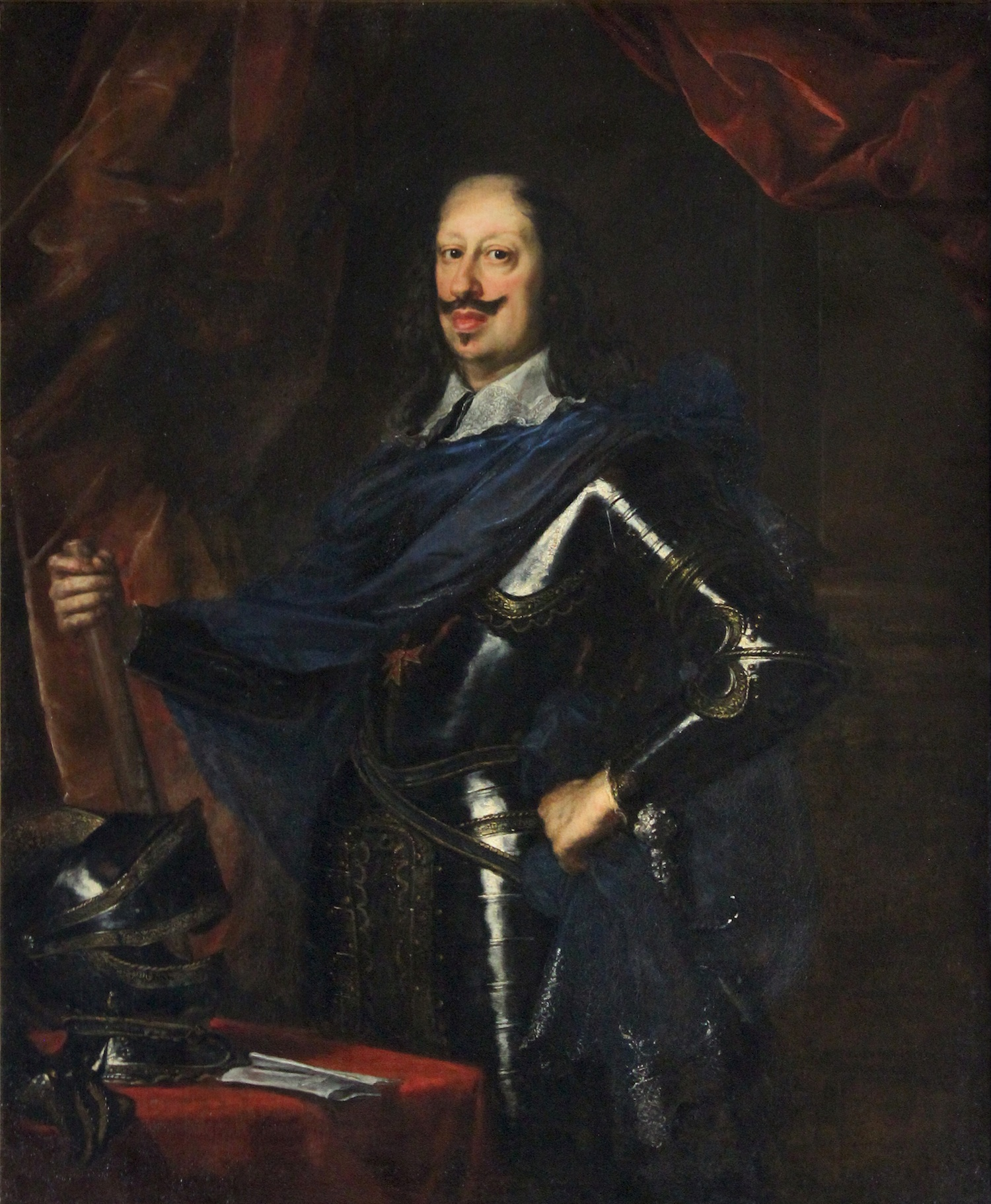
Ferdinando II di Toscana.

La sede dell'Ordine fu a Pisa, nella piazza che prese il nome. dai cavalieri. Nel Palazzo, costruito dall'architetto Vasari, i militi trovavano una vera accademia nautica, che dava loro tutto l'addestramento necessario. Gli statuti dell'Ordine, approvati da Papa Pio IV, erano modellati su quelli dell'Ordine di Malta. Il Granduca Ferdinando I ne fece una revisione e li pubblicò nel 1559. Si ebbe poi una nuova revisione per opera di Ferdinando II nel 1665 ed e una terza durante la reggenza dei Lorena, ovvero nel 1746. Il 16 novembre 1859, con la formazione del Governo Provvisorio della Toscana, l'Ordine verrà nuovamente soppresso, ma gli studiosi hanno più volte richiamata l'attenzione sulla incompetenza del Governo Provvisorio di Toscana a sopprimere un Ordine, sanzionato dinastico, da Bolle della Santa Sede. Fu prevista dallo Statuto e da apposito Regolamento l’emanazione di speciali promesse di castità coniugale, carità e obbedienza (“professione stefaniana”), dalla quale però il Gran Maestro potette dispensare. 
Comunque, entro il 1961, anno della rinuncia alle pretese dinastiche e politiche di Ottone d'Asburgo-Lorena, allora capo di tutta la ex Casa sovrana degli Asburgo Lorena, tutti i discendenti in linea maschile di Leopoldo II di Toscana, ultimo granduca di Toscana già effettivamente regnante sino ala 1859, avevano rinunciato ai loro titoli e diritti dinastici. 
Nonostante l'estinzione del Gran Magistero nel 1908 con la morte di Ferdinando IV, ultimo Granduca di Toscana anche se mai regnante, e nonostante le rinunce ai diritti dinastici dellal linea toscana prima del 1961, negli anni 1971-1972 uno dei suoi discendenti, non primogenito , Goffredo d'Asburgo-Lorena, ignorando le rinunce di suo nonno Ferdinando IV ed, insieme, l'autorizzazione al conferimento degli Ordini dinastici toscani ottenuta personalmente da parte dell'Imperatore Francesco Giuseppe e solo ed esclusivamente sino alla morte dello stesso Ferdinando IV, che avverrà nel 1908, riprese a fare conferimenti dell'Ordine di Santo Stefano e degli altri Ordini cavallereschi, già conferiti da Ferdinando IV e dai suoi predecessori nel governo del Granducato di Toscana, sotto la direzione di Giorgio Cucentrentoli creato nel contempo Conte di Monteloro dallo stesso Goffredo. Si trattò, in realtà, di una nuova fondazione dell'Ordine di Santo Stefano papa e martire (1971- / 2001-) che copiava degli Statuti e parte delle insegne del vecchio ordine cavalleresco e che neppure potette invocare una continuità nel gran magistero non avendo nessuno dei figli di Ferdinando IV, e quindi Pietro Ferdinando, padre di Goffredo, rivendicato nulla circa il gran magistero degli ordini toscani.L'ex primo ministro del Regno di Sassonia e I.R. ministro degli esteri e ministro della casa imperiale e reale Ferdinand von Beust (1809-1886) dichiarò: “La famiglia granducale toscana ha perso i suoi diritti sovrani a causa delle vicende politiche. Questo ramo della Famiglia Imperiale Austriaca è quindi naturalmente subordinato ai diritti e ai doveri di tutti gli altri membri dell'Altissima Famiglia Imperiale. I Granduchi Leopoldo e Ferdinando, così come i fratelli più illustri di quest'ultimo, sono quindi d'ora in poi solo da considerare come Arciduchi d'Austria e da trattare secondo lo Statuto dell'Altissima Famiglia del 3 febbraio 1839”. 

Le classi dell'Ordine erano:
- Priore di Gran Croce
- Balì di Gran Croce
- Commendatori
- Cavalieri

|           |              |                           |
|           |              |                           |
| Cavaliere | Commendatore | Balì/Priore di Gran Croce |

La carica di Gran Maestro veniva attribuita al Granduca di Toscana.

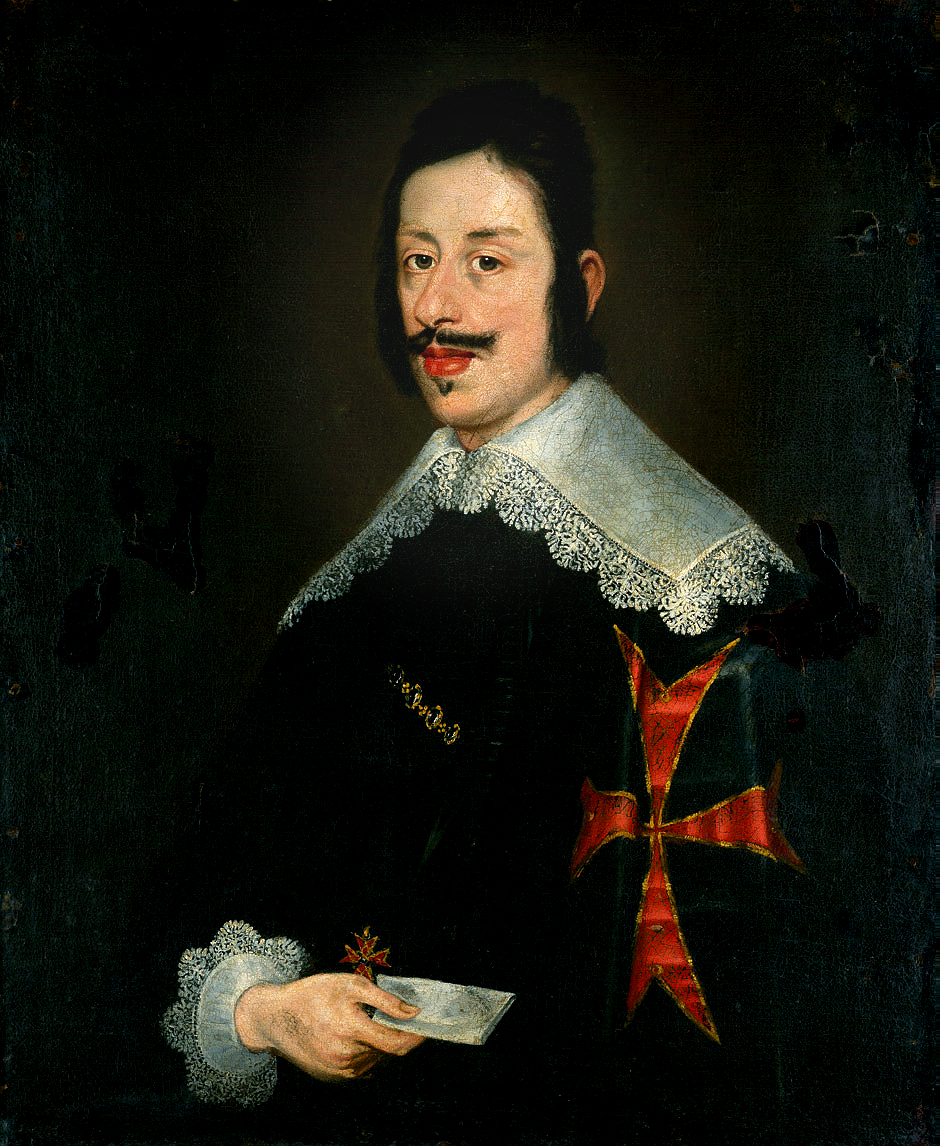
Ferdinando II de' Medici
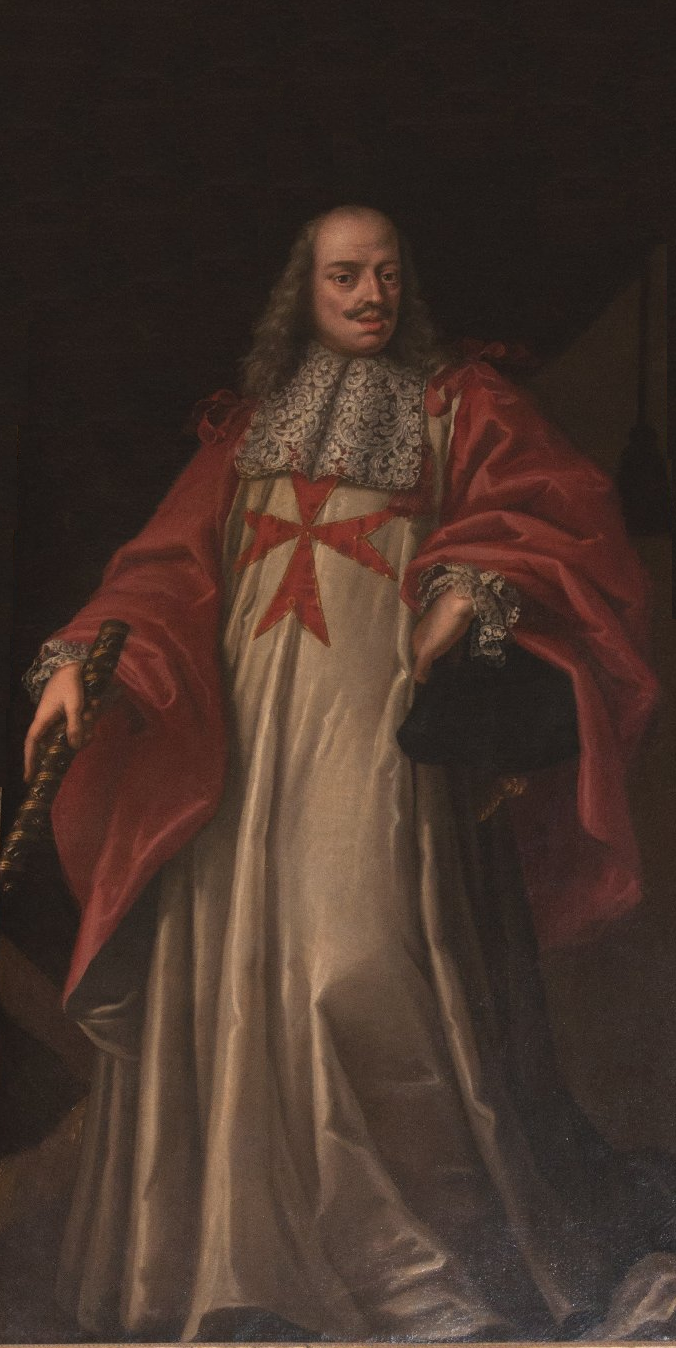
Cosimo III de' Medici
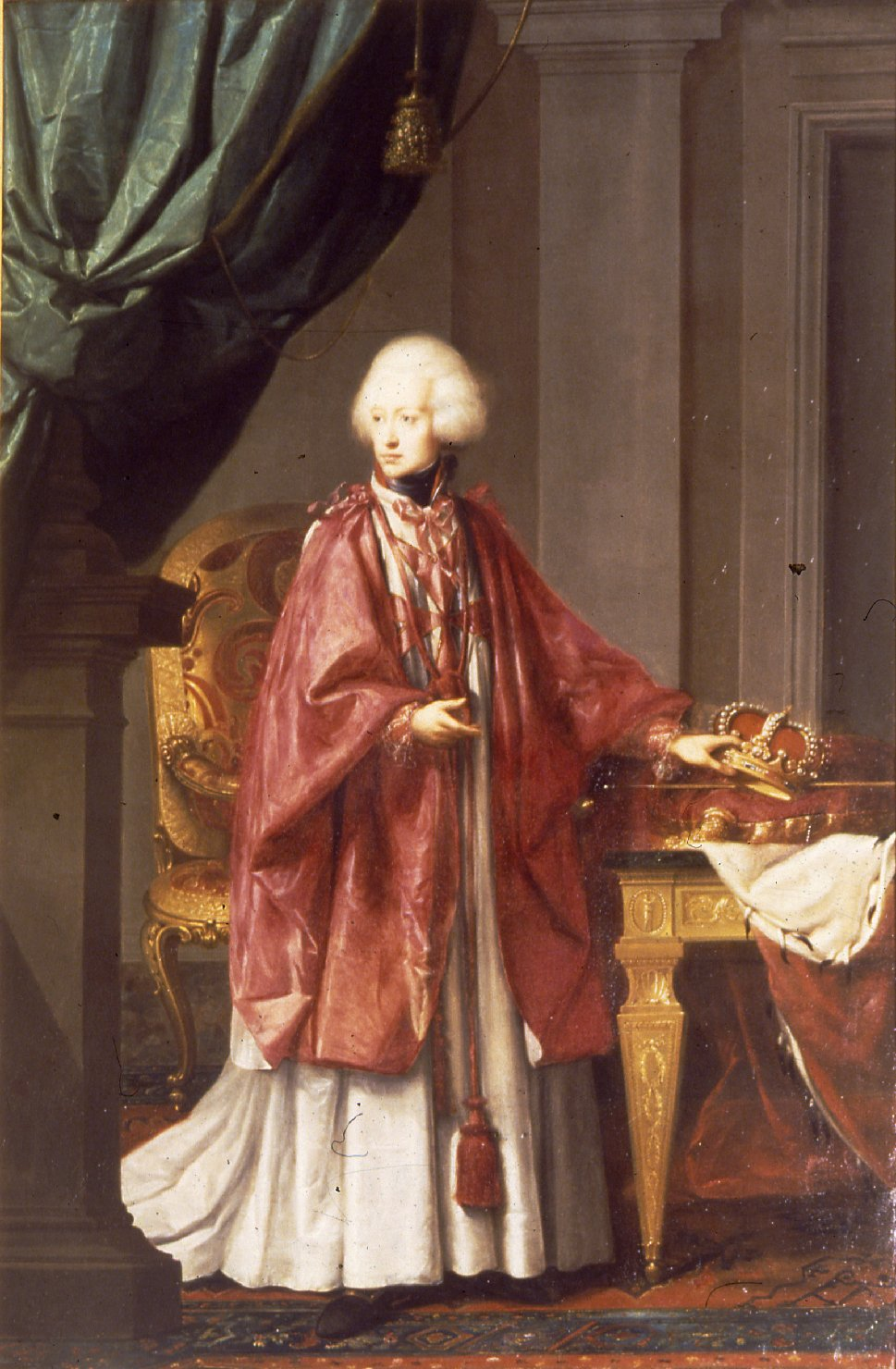
Ludovico I di Etruria
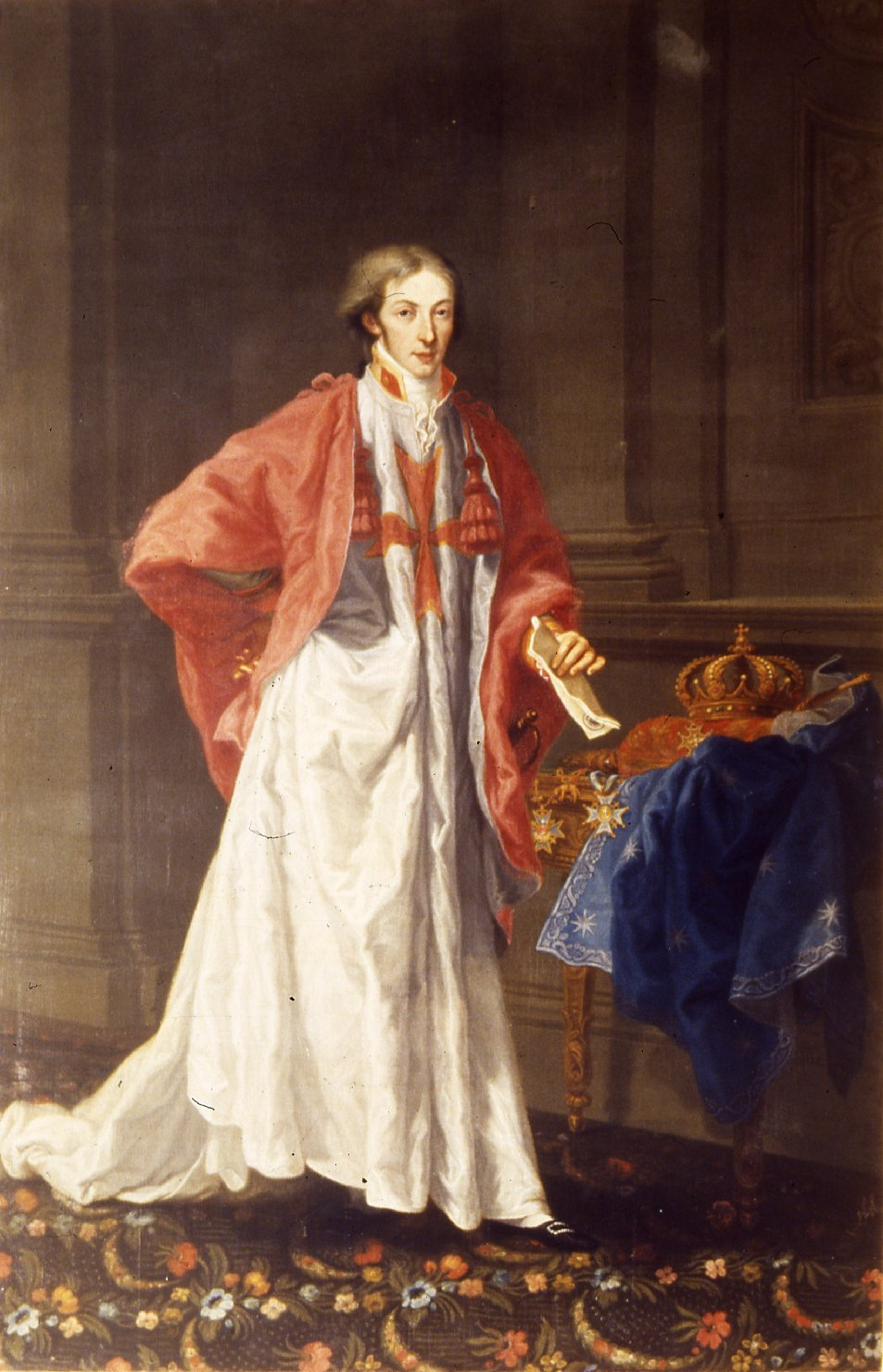
Ferdinando III di Toscana
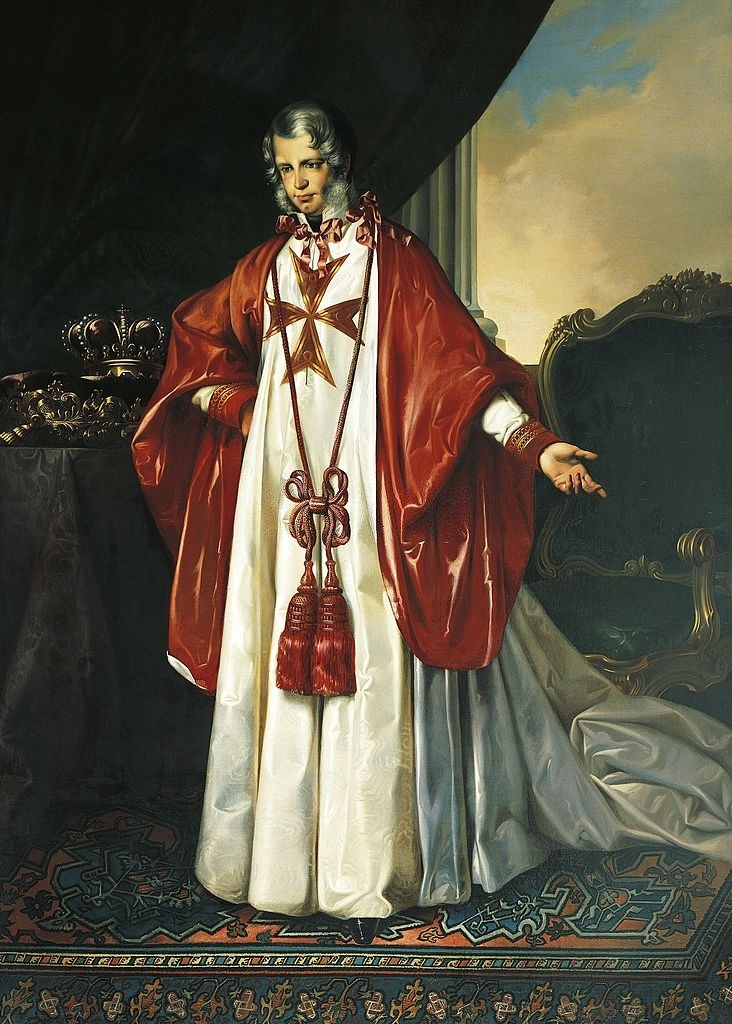
Leopoldo II di Toscana

Le insegne dell'Ordine stefaneo, in particolare la croce rossa, furono impiegate negli stemmi e nelle bandiera granducali di Toscana .

Bandiera granducale all'epoca dei Medici.
Bandiera semplificata di Stato, nel XIX secolo.
Bandiera con Grande Stemma, nel XIX secolo.
Bandiera statale di Toscana (1848 - 1849)